# Lasowiec
Lasowiec (dawniej Leśniki, niem. Sternwalde) – osada w Polsce położona w województwie warmińsko-mazurskim, w powiecie mrągowskim, w gminie Mrągowo. W latach 1975–1998 miejscowość administracyjnie należała do województwa olsztyńskiego.
Leży nad Średnim Jeziorem.

## Historia
Osada powstała w 1815 r., kiedy na obszarze wiejskim Polskiej Wsi założono majątek Lasowiec, związany z gospodarką leśną. W 1849 r. w osadzie był jeden budynek mieszkalny z sześcioma mieszkańcami. W 1928 r. w majątku Lasowiec mieszkało 16 osób. W 1928 r. ówczesne władze niemieckie, w ramach akcji germanizacyjnej, zmieniły urzędową nazwę na Stangenwalde.